# 钦季
钦季（1912年4月16日—1988年12月28日），缅甸政治家、外交官，因与该国领导人昂山的婚姻而闻名，翁山蘇姬之母。

## 生平
她在伊洛瓦底州的小镇上长大，在十个兄弟姐妹中排名第八。钦季就读于美国浸信会在仰光开办的女子学校，并在毛淡棉的师范学院（TTC）接受高等教育。然后，她跟随家中的两个姐姐的脚步，在母亲的意愿下完全放弃在家乡的国立学校当老师，然后决定参加护理专业。 成为护士。1942年，翁山在缅甸战役中负伤后与当时为护士的杜钦季相识，并于同年结婚。缅甸独立后，她于1947年至1948年间担任代表仰光兰玛多镇区的缅甸国会议员。1953年，出任社会福利部首任部长。1960年，她被任命为缅甸驻印度大使，也使她成为了首位女性大使。
1988年12月28日，杜钦季在仰光去世，终年76岁。她的葬礼于1989年1月2日举行。尽管受到了军队的阻挠，仍有20多万人参加了她的葬礼。